# Paul Gailly
Paul Alexandre Gailly (Bruxelles, 2 agosto 1894 – Saint-Josse-ten-Noode, 5 maggio 1969) è stato un pallanuotista belga, vincitore di due medaglie d'argento all'olimpiade di Anversa 1920 e di Parigi 1924.